# GP ZTS Dubnica nad Váhom
Der GP ZTS Dubnica nad Váhom war ein tschechoslowakisches Eintagesrennen für Radrennfahrer über eine Distanz von 167 bis zu 196 km. Er wurde von 1961 bis 2003 in Dubnica nad Váhom ausgetragen. 2002 und 2003 wurde die Strecke verkürzt.

## Siegerliste
| - 2003 – Mariusz Kamiński - 2002 – Martin Riška - 2001 – Christian Pfannberger - 2000 – Petr Herman - 1999 – Tomáš Konečný - 1998 – Jaromír Friede - 1997 – Slavomir Heger - 1996 – Ján Valach - 1995 – Slavomir Heger - 1994 – Lubos Bachraty - 1993 – Pavel Padrnos - 1992 – Tomas Velecky - 1991 – Miroslav Klaus - 1990 – Petr Konecny | - 1989 – Otakar Fiala - 1988 – Josef Perny - 1987 – Miroslav Buchtik - 1986 – Václav Toman - 1985 – Milan Cheben - 1984 – Miroslav Sýkora - 1983 – Anton Novosad - 1982 – Bernd Drogan - 1981 – Anton Novosad - 1980 – Jiří Stratílek - 1979 – Olaf Jentzsch - 1978 – Jan Ciutti - 1977 – Miloš Fišera - 1976 – Vendelín Kvetan - 1975 – Stanisław Szozda | - 1974 – Vlastimil Moravec - 1973 – Vlastimil Moravec - 1972 – Hynek Kubíček - 1971 – Ján Svorada - 1970 – Jan Smolík - 1969 – Mogens Frey - 1968 – Ján Svorada - 1967 – Axel Peschel - 1966 – Ján Svorada - 1965 – Ondrej Badak - 1964 – Zygmunt Kaczmarczyk - 1963 – Daniel Gráč - 1962 – Daniel Gráč - 1961 – Jiří Opavský |

## Anmerkung
1. ↑  GP → Grand Prix
   ZTS (slowakisch Závody ťažkého strojárstva), ein ehemaliges Rüstungsunternehmen, der Sponsor dieses Rennens.